# Latinisierung von Personennamen
Die Latinisierung von Personennamen ist ein Phänomen, das vor allem bei europäischen  Gelehrten des Mittelalters sowie den Humanisten der Renaissance weit verbreitet war. Im kirchlichen Matrikenwesen (d. h. in den Kirchenbüchern) wurden latinisierte  Personennamen in manchen Gegenden bis ins frühe 19. Jahrhundert verwendet.
Schon die alten Römer hatten ausländische Namen phonetisch dem Lateinischen angeglichen, teilweise über etruskische Vermittlung (z. B. „Odysseus → Ulixes“).
Für die mittelalterlichen Gelehrten sowie die Humanisten der Renaissance war das Lateinische die Verkehrssprache. Da nichtlateinische („barbarische“) Namen in der überwiegend auf Latein geführten akademischen Diskussion nur umständlich verwendet werden konnten, glich man sie durch Latinisierung an die Verkehrssprache an. Dies galt sowohl für Namen europäischer als auch außereuropäischer Herkunft: In besonders großem Umfang wurden im Mittelalter und in der Renaissance die Namen orientalischer Gelehrter latinisiert (z. B. „Abū Alī al-Husain ibn Abdullāh ibn Sīnā → Avicenna“; auch „K'ung-fu-tzu“ ist in Europa fast ausschließlich unter seinem latinisierten Namen „Konfuzius“ bekannt). Durch die Latinisierung ihrer eigenen Namen bildeten die europäischen Gelehrten sogenannte Humanistennamen.
Die Latinisierung von Namen geschah dabei auf verschiedene Weisen:
- formal: durch lautliche Angleichung oder auch nur Anfügung eines lateinisch deklinierbaren Suffixes (z. B. „Kistner → Cisnerus“);  Italiener, Spanier und Franzosen kamen hier in der Regel mit minimalen Veränderungen aus.
- etymologisch: durch Lehnübersetzung, also sinngemäße Übersetzung der Wortbestandteile (z. B. „Goldschmidt → Aurifaber“)
- indirekt: durch latinisierte Herkunftsnamen  (z. B. „Johannes Müller aus Königsberg → Regiomontanus“).

Da das Lateinische im 16. Jahrhundert gegenüber den Volkssprachen höheres Prestige genoss, legte sich fast jeder abendländische Gelehrte einen latinisierten oder auch  gräzisierten Namen zu, gelegentlich beides nebeneinander. Voraussetzung für die Bildung derartiger Namen war, dass noch kein Bedürfnis bestand, Personennamen dauerhaft zu fixieren oder zu schützen, genauso wenig wie die Rechtschreibung geregelt gewesen wäre. Vornamen wurden ohnehin bis in die jüngste Zeit in die Sprache des jeweiligen Sprechers übersetzt (etwa Christoph Columbus, Maria Stuart).
Im 17. und 18. Jahrhundert kam die Latinisierung der Namen etwa im selben Ausmaß wieder außer Gebrauch, wie die Volkssprachen das Latein als Verkehrssprache in Studium und Lehre ablösten. Im weiterhin auf Latein geführten geistlichen Personenstandswesen, besonders dem der römisch-katholischen Kirche, hielt sich die Latinisierung von Personennamen in manchen Gegenden bis ins frühe 19. Jahrhundert.